# Syracusia

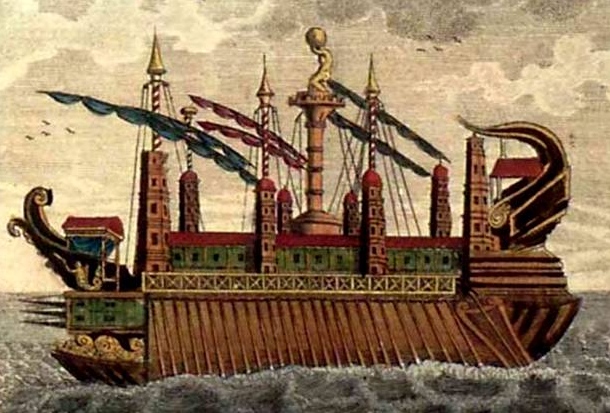
Le Syracusia tel qu'imaginé en 1798.

Le Syracusia (grec : Συρακουσία) est un navire marchand de 120 mètres de long, ce qui en fait le plus grand navire connu de l'Antiquité.
Il fut construit à la demande de Hiéron II de Syracuse et son but était de démontrer la puissance du tyran dans la perspective du déploiement agonistique des ambitions des souverains hellénistiques de l'époque. Capable de transporter une charge de 2 000 tonnes, son gigantisme imposait de le remorquer à l'aide de plusieurs autres navires. Navire exceptionnel, sa démesure l'amena à ne faire qu'un voyage, rempli de vivres, de Syracuse en Sicile à Alexandrie en Égypte ptolémaïque où il fut donné à Ptolémée III qui le renomma Alexandria (grec: Αλεξάνδρεια),.

## Caractéristiques générales
Commandité par le tyran de Syracuse Hiéron II, le Syracusia fut conçu avec plusieurs équipements proposés par Archimède et construit par Archias de Corinthe vers 240 av. J.-C. L'historien Moschion de Phaselis a écrit que le Syracusia pouvait porter une charge de 1600 à 1800 tonnes et 1942 passagers. Il pouvait également emporter plus de 200 soldats et une catapulte.
Une discussion sur ce navire, ainsi que le texte complet d'Athénée sur lui (écrivain grec du IIe siècle qui donne une description détaillée du Syracusia qu'il tient de Moschion de Phalesis, un écrivain plus ancien dont les écrits sont aujourd'hui perdus) se trouve dans le livre de Lionel Casson Ships and Seamanship in the Ancient World.
Un volet intéressant de la discussion concerne la construction du navire et la description détaillée des efforts déployés pour protéger la coque de l'encrassement biologique, notamment en l'enduisant de crin de cheval et de poix. Il s'agit peut-être du premier exemple de technologie antifouling proactive (conçue pour empêcher la fixation d'organismes vivants embarrassants, plutôt que de les tuer).

## Apparence
Peu de choses sont connues au sujet de l'aspect extérieur du navire, mais Athénée décrit que le pont supérieur, qui était plus large que le reste du navire, était soutenu par des colonnes en bois magnifiquement ciselées représentant Atlas au lieu de colonnes en bois toutes simples. En outre, le haut du pont comprenait huit tours, chacune équipée de deux archers et de quatre hommes armés jusqu'aux dents. Sur la proue du bateau il y avait une plateforme surélevée pour le combat, au sommet de laquelle était installée une catapulte géante. 20 rangs de rames étaient également visibles de l'extérieur.

## Équipements
Les cordages proviennent d'Espagne, le goudron étanchéifiant la coque est importé de la vallée du Rhône.
Pour ce qui est du confort des passagers, le Syracusia était l'équivalent du Titanic comparé à d'autres navires de leurs époques respectives. Son design innovant et sa taille imposante a permis la création de divers espaces de loisirs à bord, dont un jardin et une piscine couverte avec de l'eau chaude. Les niveaux inférieurs du navire ont été réservés à l'équipage et aux soldats à bord, tandis que les niveaux supérieurs étaient à l'usage des passagers,. Selon Athénée, le navire était magnifiquement décoré par l'utilisation de matériaux nobles comme l'ivoire ou le marbre, tandis que tous les espaces publics comprenaient des mosaïques représentant toute l'histoire de l’Iliade,,. Le navire possédait également un manège, une bibliothèque, un salon luxueux et un gymnase réservés à l'usage des passagers, ainsi qu'un petit temple dédié à Aphrodite,.

## Héritage
Le fils de Ptolémée a cherché à surpasser le Syracusia. Il ordonna la construction d'un navire de guerre encore plus énorme, le Tessarakonteres : 423 pieds de haut, 80 pieds de large, et portant plus de 4 000 rameurs et 2 580 soldats [réf. nécessaire] Cependant, selon Callixenus de Rhodes, le navire était immobile[réf. nécessaire].